# Wirtenbach

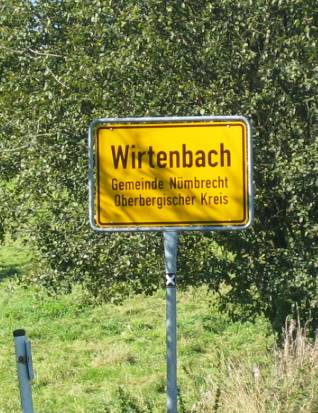
Ansicht des Ortsschildes

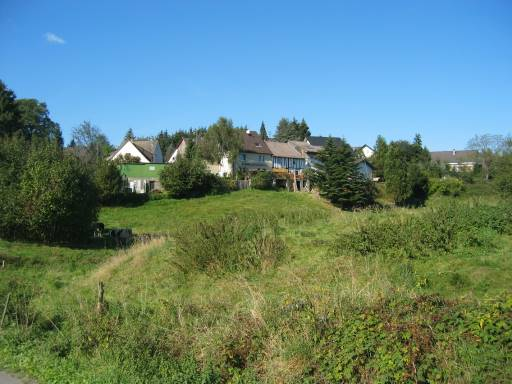
Ansicht des Ortes

Wirtenbach ist ein Ortsteil von Nümbrecht im Oberbergischen Kreis im südlichen Nordrhein-Westfalen innerhalb des Regierungsbezirks Köln.

## Lage und Beschreibung
Der Ort liegt in Luftlinie rund 2,2 km südöstlich vom Ortszentrum von Nümbrecht entfernt.
Östlich von Wirtenbach befindet sich mit 352 m über NN der höchste Punkt der Gemeinde Nümbrecht. Im Norden der Siedlung wird ein Steinbruch betrieben, in dem Grauwacke abgebaut wird.

## Geschichte

### Erstnennung
Im Jahr 1447 wurde der Ort das erste Mal urkundlich erwähnt und zwar „Rechnung des Rentmeisters Joh. van Flamersfelt“.
Schreibweise der Erstnennung: Wierdenbach/Wirdenbach.

## Freizeit

### Vereinswesen
- Christlicher Posaunenchor Wirtenbach
- Gemischter Chor Wirtenbach (Ein Mitgliedschor des Evangelischen Sängerbundes)

#### Radwege
Folgende Fahrradtouren durchqueren Wirtenbach:
- Familienroute: Eine kleine Rundroute von 13 km, bei der nur ein kleiner Höhenunterschied zu bewältigen ist.
- Höhenroute

Ausgangspunkt Nümbrecht
| Routen-Name   | Wegzeichen | Fahrstrecke | Weglänge |
| Familienroute |            | Nümbrecht – Kurpark Nümbrecht – Ententeich – Aussichtsturm – Bruch – Grötzenberg – Wirtenbach – Ahlbusch – Ödinghausen – vorbei an dem Sportpark und Golfplatz Nümbrecht – Nümbrecht Kurpark | 13 km    |
| Höhenroute    |            | Nümbrecht – Nippes – Geringhausen – Wirtenbach – Grötzenberg – Heisterstock – Elsenroth - Marienberghausen – Ölsbachtal – Nümbrecht                                                          | 28 km    |

## Bus und Bahnverbindungen

### Bürgerbus
Haltestelle des Bürgerbuses der Gemeinde Nümbrecht (Route: Geringhauser Mühle).

### Linienbus
Haltestelle: Wirtenbach
- 302 Gummersbach Bf, Waldbröl Busbf (OVAG, Werktagsverkehr, samstags Taxibusverkehr)
- 346 Nümbrecht Schulzentrum – (OVAG, Schulbus)